# Linia kolejowa Ocnița – Otaci
Linia kolejowa Ocnița – Otaci – linia kolejowa w Mołdawii łącząca stację Ocnița i granicą państwową z Ukrainą z przystankiem Otaci i z granicą państwową z Ukrainą. Zarządzana jest przez Kolej Mołdawską.
W całości znajduje się w rejonie Ocnița. Linia na całej długości jest jednotorowa i niezelektryfikowana.

## Historia
Linia powstała w 1893, jako fragment drogi żelaznej ze Żmerynki do Oknicy i do przejścia granicznego z Austro-Węgrami w Nowosielicy.
Początkowo leżała w Imperium Rosyjskim, następnie (od 1918) w Rumunii. Po II wojnie światowej w Związku Sowieckim. Od 1991 znajduje się w Mołdawii.